# Юлен, Мишель
Мишель Юлен (Hulin, Michael род. 1936) — французский философ и историк философии, индолог. Специалист в области индийской философии, сравнительной философии, философии сознания . Заслуженный профессор университета Париж IV в Сорбонне.

## Биография
Родился в Северной Франции.
Проходил стажировку во Французском институте индологии в Пондишери (1969—1971). В 1981—1998 годах профессор индийской и сравнительной философии в университете Париж IV Сорбонны. Много лет возглавлял кафедру сравнительной философии.

## Сочинения
- Michel Hulin Hegel et l’Orient (avec un essai de H. sur la Bhagavad-Gîtâ). Paris J.Vrin, 1979.- 224 p.
- Michel Hulin La Face cachée du temps: l’imaginaire de l’au-dela Paris,Fayard, 1985,- 413 p.
- Michel Hulin Qu’est-ce que l’ignorance métaphysique (dans la pensée hindoue) ? Sankara. Paris Vrin Pré-textes, 1994. — 127 p.
- Michel Hulin La Mystique sauvage, Paris, PUF, 1993
- Michel Hulin. l’Inde des sages. Les plus beaux textes de l’hindouisme et du bouddhisme. Kiron-Philippe Lebaud, 2000. 236 p.
- Michel Hulin. Shankara et la non-dualité, Bayard, 2001.
- Michel Hulin. Comment la philosophie indienne s’est-elle développée ? : la querelle brahmanes-bouddhistes / Michel Hulin. — Paris : Editions du Panama, 2008. — 197 S. — ISBN 978-2-7557-0094-7 / 2-7557-0094-7
- L’Inde inspiratrice: Réception de l’Inde en France et en Allemagne (XIX-e -XX-e siècles) / Etudes réunies par Michel Hulin et Christine Maillard; Préf. de Gérard Fussman.- Strasbourg: Presses Universitaires de Strasbourg,1996.- 223 p.- (Collection de l’Université des sciences humaines de Strasbourg).- (FAUSTUS /Etudes germaniques).-ISBN 2-86820-659-X.
- Lysenko, Victoria / Hulin, Michel: Classical Indian Philosophy Reinterpreted / Victoria Lysenko; Michel Hulin. — New Delhi : Decent Books, 2007. — vii, 155 S. ISBN 81-86921-36-2 / 978-81-86921-36-4

## Русские переводы
- Мишель Юлен. Память и бессознательное в «Йога-сутрах» и в психоанализе. Перевод с французского В. Г. Лысенко. // История философии, вып. 7. Издательство Института философии РАН, 2000. Архивная копия от 24 июня 2021 на Wayback Machine
- Мишель Юлен. Сравнительная философия: методы и перспективы. Перевод с французского В. Г. Лысенко. -Сравнительная философия. М.: «Восточная литература», 2000.
- Мишель Юлен О падении в горах.. Перевод В. Лысенко. // История философии. № 10. М., 2003. — С.164-177. Архивная копия от 24 июня 2021 на Wayback Machine ISBN 5-201-02134-4
- Мишель Юлен. Идея переселения душ в XXI в., или Будущее одной иллюзии. Перевод с французского В. Г. Лысенко. — Сравнительная философия. Моральная философия в контексте многообразия культур. М.: «Восточная литература», 2004. С.199-216.ISBN 5-02-018404-7
- Мишель Юлен. Душа вчера и сегодня. (пер. В. Г. Лысенко). // Историко-философский ежегодник. М.: Наука, 2004. C.108-128.
- Мишель Юлен. Чувственные качества (qualia) — вызов материалистическим теориям сознания? / Вопросы философии 2005 г. N 3. С.81-91
- Мишель Юлен. Статус Веды в двух мимансах. Перевод В. Лысенко. Сравнительная философия: знание и вера в контексте диалога культур /Институт философии РАН.- М.: Вост. лит., 2008.- С. 100—107. ISBN 978-5-02-036338-0
- Мишель Юлен. Воспоминания о Хайдеггере. Пер. И. И. Блауберг // История философии. 2015. Т. 20. № 1. С.145-150. Архивная копия от 24 июня 2021 на Wayback Machine
- Юлен, М. Природа и культура в индийской теории стадий жизни (ашрама) / М. Юлен // Бог — человек — общество в традиционных культурах Востока. — М. : Наука. Издательская фирма «Восточная литература». — 1993. — С. 72-85
- Юлен М., Чикин А. А. Об истинной и ложной свободе в нейронауках. Философские науки. 2017;(11):59-70.  Архивная копия от 24 июня 2021 на Wayback Machine